# Michel Renquin
Michel Renquin (* 3. November 1955 in Bastogne) ist ein ehemaliger belgischer Fußballspieler und aktueller -trainer.

## Spielerkarriere
Renquin begann seine Karriere bei der Jugendmannschaft des JFC Wibrin. 1974 kam er zu Standard Lüttich. In dieser Zeit wurde er 1981 belgischer Pokalsieger und belgischer Supercupsieger. 1981 wechselte er für ein Jahr zum RSC Anderlecht, danach wechselte er für drei Jahre in die Schweiz zu Servette Genf. In der Schweiz wurde er 1985 Meister und 1984 Pokalsieger. Im Jahr 1985 kehrte er nach Lüttich zurück und blieb bis 1988. Von 1988 bis 1989 spielte er noch eine Saison in der Schweiz beim FC Sion.

## Internationale Spielerkarriere
International spielte er 55 Mal für Belgien. Er nahm an der Europameisterschaft 1980 in Italien teil und wurde dort mit dem Team Vizeeuropameister. Bei den Weltmeisterschaften Weltmeisterschaft 1982 in Spanien schied er mit der Mannschaft noch in der zweiten Gruppenphase aus, jedoch konnte er bei der Weltmeisterschaft 1986 in Mexiko den größten Erfolg in der Geschichte der Nationalmannschaft Belgiens mitfeiern, als das Team überraschend Vierter wurde.

## Trainerkarriere
Renquins bekannteste Trainerstation war die des OGC Nizza in Frankreich, danach trainierte er noch in Algerien den MC Alger und diverse andere belgische Vereine.

## Erfolge
- 1× Schweizer Meister (1985)
- 1× Belgischer Pokalsieger (1981)
- 1× Schweizer Pokalsieger (1984)
- 1× Belgischer Supercupsieger (1981)